# クリストフ・ファンデワル
クリストフ・ファンデワル（Kristof Vandewalle、1985年4月5日 - ）は、ベルギー、コルトレイク出身の自転車競技（ロードレース）選手。

## 来歴
2003年
- ルート・ド・ラヴニール 総合優勝

2006年
- トウェーダーフス・ファン・デ・ハヴェルストレーク 総合優勝

2008年、トップスポート・フラーンデレンと契約。
2010年
- グロサー・プライス・デス・カントン・アールガウ 優勝

2011年、クイックステップ（後のオメガファーマ・クイックステップ）に移籍。
2012年
- ベルギー選手権・個人タイムトライアル(ITT) 優勝
- ロードレース世界選手権・チームタイムトライアル 優勝（+  トム・ボーネン、トニー・マルティン、シルヴァン・シャヴァネル、ニキ・テルプストラ、ペーター・ヴェリトス）

2013年
- ドリダーフス・ファン・ウェスト＝フラーンデレン 総合優勝